# LORAN
Pour les articles homonymes, voir Loran.
 (août 2024).

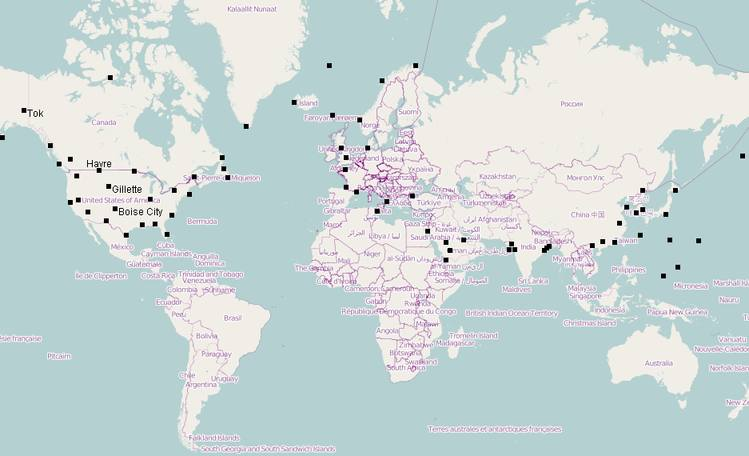
Les antennes dans le monde, certaines sont désormais desactivées.

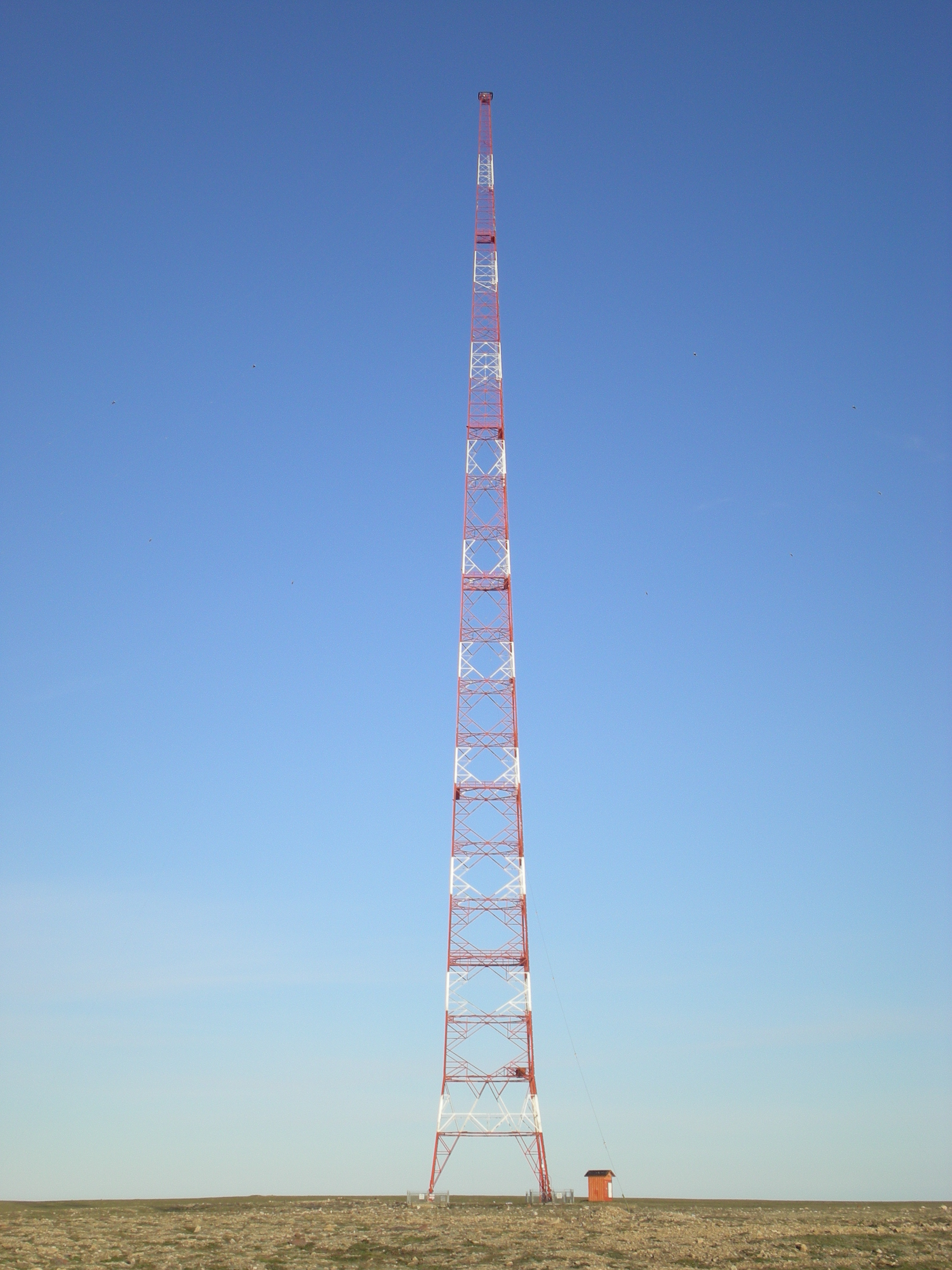
Antenne type au Nunavut

Le LORAN (en anglais : Long Range Navigation) est un système de radionavigation utilisant les ondes d'émetteurs terrestres fixes pour établir une position.
La version actuelle[Depuis quand ?], le LORAN-C couvre une large partie de l'hémisphère Nord. Une version plus performante est en projet dans le même but (E-LORAN).

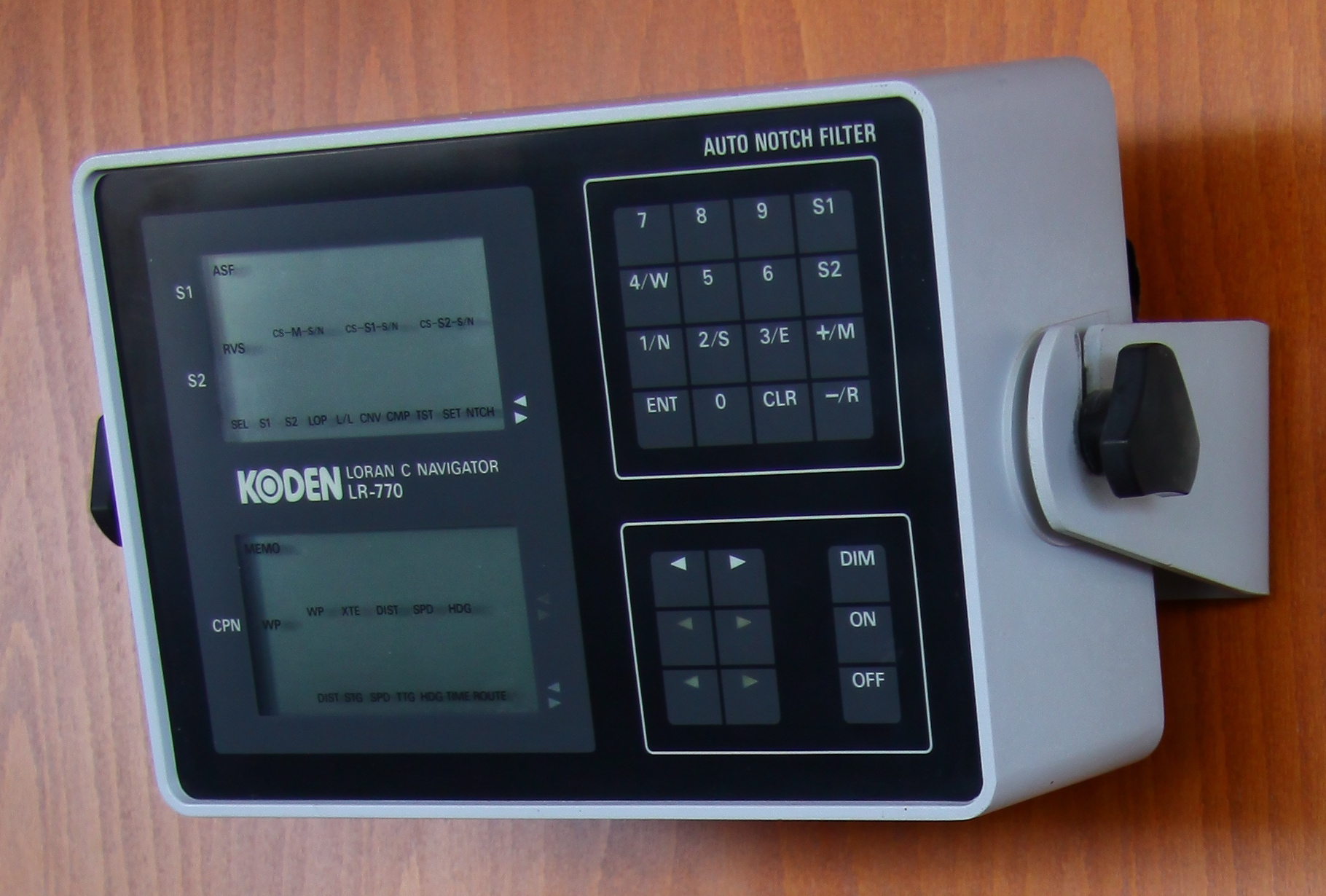
Récepteur LORAN-C

## Principe du LORAN

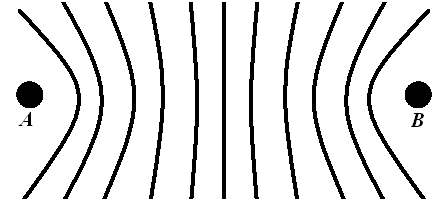
hyberboles de position

l'impulsion du LORAN-C

Le LORAN est un système de type "hyperbolique". Les systèmes hyperboliques déterminent la position en mesurant la différence de temps de propagation entre deux émetteurs (au minimum), le lieu des points à différence égale est une hyperbole sur la carte. Trois émetteurs sont nécessaires pour un point (intersection d'hyperboles). Pour éviter des géométries imprécises ou ambigües, quatre émetteurs ou plus sont nécessaires, synchronisés dans une "chaîne". Le premier système hyperbolique le LORAN-A fonctionnait à 1 800 kHz, le LORAN-C fonctionne à 100 kHz.
Les stations LORAN d'une groupe ("chaîne") émettent des impulsions de quelques millisecondes à phase et début précisément synchronisés.
La mesure de différence de leur temps d'arrivée au récepteur depuis deux stations d'une chaîne définit une hyperbole de position, une autre mesure avec une autre paire d'émetteurs donne un point d'intersection. La mesure s'effectuait initialement avec un oscilloscope à bord des aéronefs, puis les progrès de l'électronique ont permis l'affichage direct des différences de temps ("TD"), puis aujourd'hui du point géographique.

## Détails techniques du LORAN-C

### Signal émis

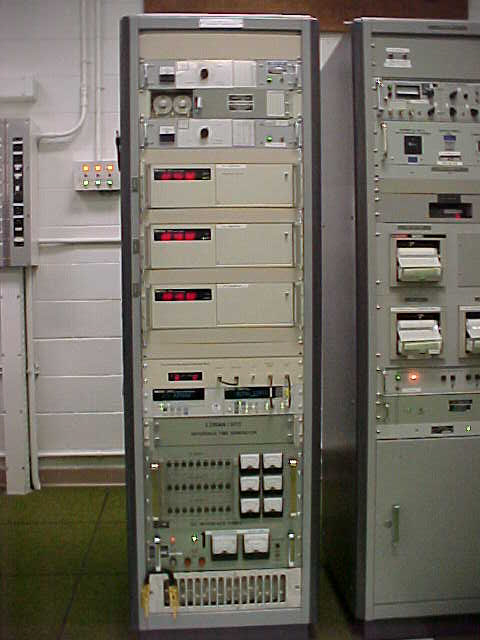
Horloges atomiques d'une station LORAN

Chaque station Loran-C émet un train de huit ou neuf impulsions d'une dizaine de périodes chacune, précisément calibrées, occupant la bande 90 à 110 kHz. L'enveloppe des impulsions permet de repérer un instant précis de mesure de temps d'arrivée (milieu de la transition montante).
L'émission est périodique avec une période, appelée GRI (Group Repetition Interval), spécifique à chaque chaîne (groupe d'émetteurs). La période de répétition est comprise entre 40 000 et 99 990 μs et est un multiple de 10 μs.
Une période sert à identifier de façon unique chaque chaîne. Le code GRI publié correspond à la période multipliée par 10. Par exemple, le code GRI 6731 correspond à une période de 67 310 μs.

### Les chaînes

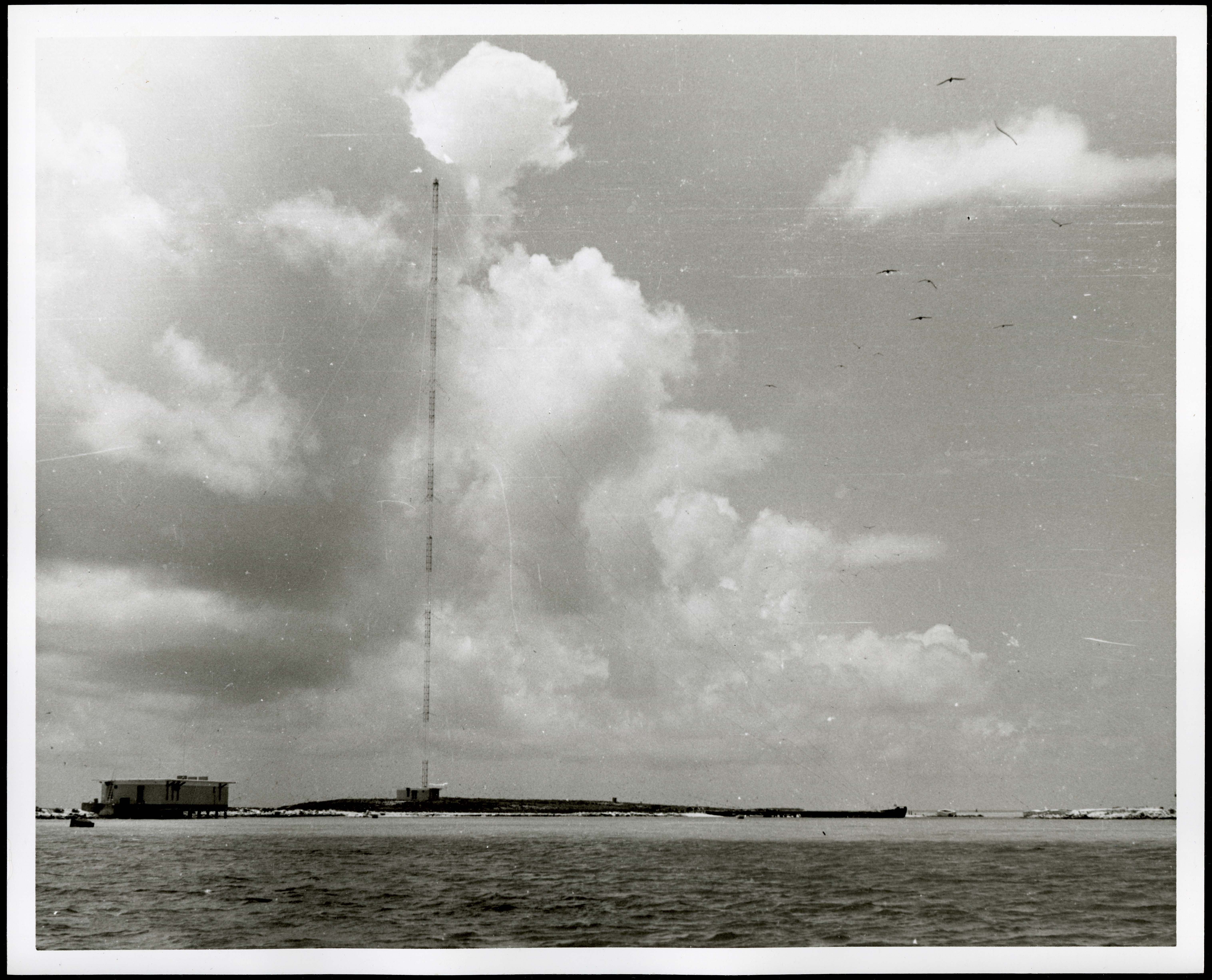
Tour LORAN sur l'Atoll Johnston, 1963

Une chaîne comporte au moins une station maître et deux stations secondaires. La station maître émet le signal de référence, qui est réémis par les secondaires après un délai de retard précis. Ces temps (période de répétition et délai de retard) sont choisis pour éviter tout brouillage mutuel des impulsions dans la zone de couverture d'une chaîne.

### La réception
La détermination du point dans un récepteur s'effectue en plusieurs étapes qui sont schématiquement :
- synchronisation sur la période de répétition et la fréquence: Les différentes périodes de répétition permettent de synchroniser le récepteur sur une chaîne choisie ;
- verrouillage de phase sur les impulsions des stations: une boucle "phase-fréquence" est ouverte pendant l'enveloppe issue de la synchronisation ;
- détermination de la période de référence dans l'impulsion: étape parfois commune au verrouillage, en utilisant des corrélateurs ;
- calcul des différences brutes (TD): retranchant les délais fixes de la chaîne ;
- corrections prédictibles de propagation ;
- conversion en coordonnées géographiques ;
- éventuellement calculs de navigation.

Les trois dernières étapes sont possibles grâce aux microprocesseurs incorporés dans les récepteurs modernes, les premiers récepteurs ne fournissaient que des différences brutes. Les récepteurs récents peuvent également faire des mesures sur plusieurs chaînes simultanées pour améliorer le point.
Avant l'abandon du système DECCA, la bande 70 à 130 kHz était partagée avec les émetteurs DECCA en Europe. Des réjecteurs fixes ou automatiques étaient incorporés sur les récepteurs LORAN-C pour éliminer cette interférence des canaux DECCA (70 kHz, 85 kHz, 112 kHz, 127 kHz).

### Le canal de données
Depuis 2001, une modulation de phase complémentaire de la dernière impulsion a été ajoutée, permettant de transmettre des informations à bas débit. Ce système est appelé LDC (Low Data Channel) sur les chaînes américaines et EUROFIX sur les chaînes européennes (Système installé à Sylt et Anthorn). Il est utilisé pour transmettre des données relatives aux stations (intégrité, temps) et des corrections de type WAAS, DGPS ou Navtex.

## Les émetteurs de LORAN-C
Les émetteurs LORAN-C sont des ensembles volumineux couvrant plusieurs hectares, en raison de l'antenne nécessaire. C'est un pylône de 200 à 400 m muni d'une nappe terminale (le quart de longueur d'onde à 100 kHz valant 750 m). La puissance émise est de plusieurs centaines de kilowatts, voire 1 MW.
Les stations qui ont utilisé ou utilisent une tour d'une hauteur de plus de 300 mètres sont indiquées.

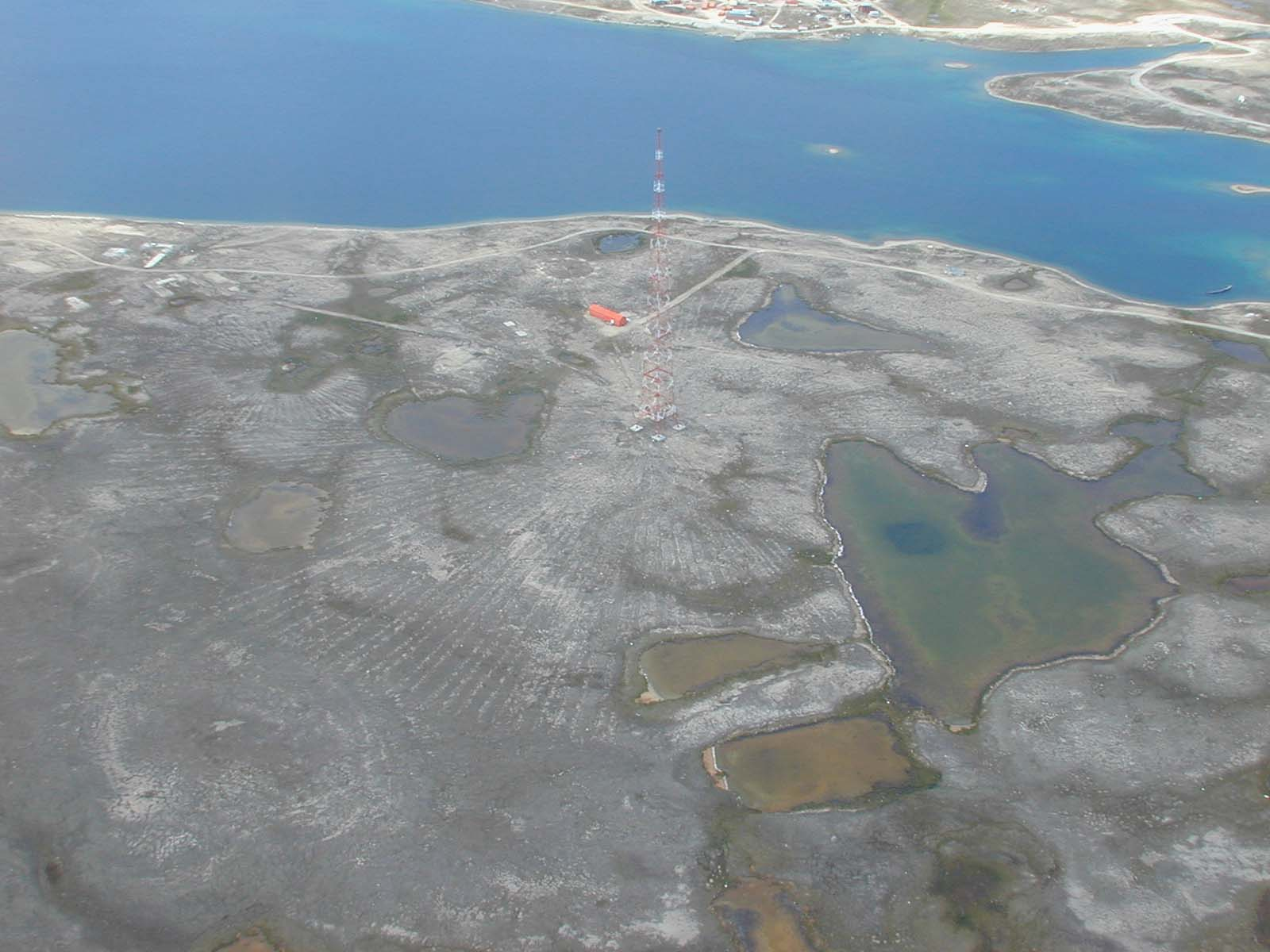
Station Loran de Cambridge Bay
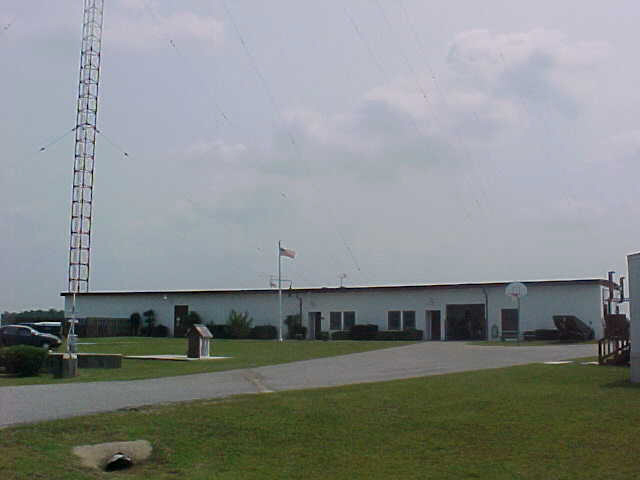
Station de Malone, Floride

| Site                           | Pays                        | Chain                                                              | Coordonnées                           | Remarques                                                                       |
| ------------------------------ | --------------------------- | ------------------------------------------------------------------ | ------------------------------------- | ------------------------------------------------------------------------------- |
| Afif                           | Arabie saoudite             | Saudi Arabia South (GRI 7030) Saudi Arabia North (GRI 8830)        | 23° 48′ 36,66″ N, 42° 51′ 18,17″ E    | 400kW                                                                           |
| Al Khamasin                    | Arabie saoudite             | Saudi Arabia South (GRI 7030) Saudi Arabia North (GRI 8830)        | 20° 28′ 02,34″ N, 44° 34′ 51,9″ E     | Démonté                                                                         |
| Al Muwassam                    | Arabie saoudite             | Saudi Arabia South (GRI 7030) Saudi Arabia North (GRI 8830)        | 16° 25′ 56,87″ N, 42° 48′ 06,21″ E    | Démonté                                                                         |
| Angissq                        | Groenland                   | démonté le 31 décembre 1994                                        | 59° 59′ 17,348″ N, 45° 10′ 26,91″ O   | Utilisé jusqu'en juillet 1964, 411,48 mètres                                    |
| Ash Shayk                      | Arabie saoudite             | Saudi Arabia South (GRI 7030) Saudi Arabia North (GRI 8830)        | 28° 09′ 15,87″ N, 34° 45′ 41,36″ E    |                                                                                 |
| Attu, Alaska                   | États-Unis                  | North Pacific (GRI 9990) Russian-American (GRI 5980)               | 52° 49′ 44″ N, 173° 10′ 49,7″ E       |                                                                                 |
| Balasore                       | Inde                        | Calcutta (GRI 5543)                                                | 21° 29′ 11,02″ N, 86° 55′ 09,66″ E    |                                                                                 |
| Barrigada                      | Guam                        |                                                                    | 13° 27′ 50,16″ N, 144° 49′ 33,4″ E    | Démonté                                                                         |
| Baudette, Minnesota            | États-Unis                  | North Central U.S. (GRI 8290)/Great Lakes (GRI 8970)               | 48° 36′ 49,947″ N, 94° 33′ 17,91″ O   |                                                                                 |
| Berlevåg                       | Norvège                     | Bø (GRI 7001)                                                      | 70° 50′ 43,07″ N, 29° 12′ 16,04″ E    |                                                                                 |
| Billamora                      | Inde                        | Bombay (GRI 6042)                                                  | 20° 45′ 42,036″ N, 73° 02′ 14,48″ E   |                                                                                 |
| Bø                             | Norvège                     | Bø (GRI 7001) /Ejde (GRI 9007)                                     | 68° 38′ 06,216″ N, 14° 27′ 47,35″ E   |                                                                                 |
| Boise City, Oklahoma           | États-Unis                  | Great Lakes (GRI 8970)/ South Central U.S. (GRI 9610)              | 36° 30′ 20,75″ N, 102° 53′ 59,4″ O    |                                                                                 |
| Cambridge Bay                  | Canada                      |                                                                    | 69° 06′ 52,84″ N, 105° 00′ 55,95″ O   | Utilisé en radiophare Démonté                                                   |
| Cape Race                      | Canada                      | Canadian East Coast (GRI 5930)/Newfoundland East Coast (GRI 7270)  | 46° 46′ 32,74″ N, 53° 10′ 28,66″ O    | 260,3 mètres                                                                    |
| Carolina Beach, North Carolina | États-Unis                  | Northeast US (GRI 9960)/ Southeast U.S. (GRI 7980)                 | 34° 03′ 46,208″ N, 77° 54′ 46,1″ O    |                                                                                 |
| Chongzuo                       | Chine                       | China South Sea (GRI 6780)/ Southeast U.S. (GRI 7980)              | 22° 32′ 35,8″ N, 107° 13′ 19″ E       |                                                                                 |
| Comfort Cove                   | Canada                      | Newfoundland East Coast (GRI 7270)                                 | 49° 19′ 53,65″ N, 54° 51′ 43,2″ O     |                                                                                 |
| Dhrangadhra                    | Inde                        | Bombay (GRI 6042)                                                  | 23° 00′ 16,2″ N, 71° 31′ 37,64″ E     |                                                                                 |
| Diamond Harbor                 | Inde                        | Calcutta (GRI 5543)                                                | 22° 10′ 20,42″ N, 88° 12′ 15,8″ E     |                                                                                 |
| Eiði                           | Îles Féroé                  | Eiði (GRI 9007)                                                    | 62° 17′ 59,69″ N, 7° 04′ 25,59″ O     |                                                                                 |
| Estartit                       | Espagne                     | Mediterranean Sea (GRI 7990)                                       | 42° 03′ 36,63″ N, 3° 12′ 16,08″ E     | Démonté en 2000                                                                 |
| Fallon, Montana                | États-Unis                  | U.S. West Coast (GRI 9940)                                         | 39° 33′ 06,77″ N, 118° 49′ 55,6″ O    |                                                                                 |
| Fox Harbour                    | Canada                      | Newfoundland East Coast (GRI 7270)/ Canadian East Coast (GRI 5930) | 52° 22′ 35,29″ N, 55° 42′ 28,68″ O    |                                                                                 |
| George                         | Canada                      | Canadian West Coast (GRI 5990)/ U.S. West Coast (GRI 9940)         | 47° 03′ 48,096″ N, 119° 44′ 38,97″ O  |                                                                                 |
| Gesashi                        | Japon                       | East Asia (GRI 9930)/ North West Pacific (GRI 8930)                | 26° 36′ 25,09″ N, 128° 08′ 56,94″ E   |                                                                                 |
| Gillette, Wyoming              | États-Unis                  | South Central U.S. (GRI 9610)/ North Central U.S. (GRI 8290)       | 44° 00′ 11,21″ N, 105° 37′ 24″ O      |                                                                                 |
| Grangeville, Idaho             | États-Unis                  | South Central U.S. (GRI 9610)/ Southeast U.S. (GRI 7980)           | 30° 43′ 33,24″ N, 90° 49′ 43,01″ O    |                                                                                 |
| Havre                          | Canada                      | North Central U.S. (GRI 8290)                                      | 48° 44′ 38,58″ N, 109° 58′ 53,3″ O    |                                                                                 |
| Hellissandur                   | Islande                     |                                                                    | 64° 54′ 14,793″ N, 23° 54′ 47,83″ O   | 411,48 mètres, utilisé pour la radiodiffusion à 189 kHzDémonté en décembre 1994 |
| Helong                         | Chine                       | China North Sea (GRI 7430)                                         | 42° 43′ 11″ N, 129° 06′ 27,07″ E      |                                                                                 |
| Hexian                         | Chine                       | China South Sea (GRI 6780)                                         | 23° 58′ 03,21″ N, 111° 43′ 09,78″ E   |                                                                                 |
| Jan Mayen                      | Norvège                     | Bø (GRI 7001) / Ejde(GRI 9007)                                     | 70° 54′ 51,478″ N, 8° 43′ 56,52″ O    |                                                                                 |
| Johnston Island                | États-Unis                  |                                                                    | 16° 44′ 43,82″ N, 169° 30′ 30,9″ O    | Arrêté                                                                          |
| Iwo Jima                       | Japon                       |                                                                    | 24° 48′ 26,262″ N, 141° 19′ 34,76″ E  | 411,48 mètresDémonté en septembre 1993                                          |
| Jupiter, Florida               | États-Unis                  | Southeast U.S. (GRI 7980)                                          | 27° 01′ 58,49″ N, 80° 06′ 52,83″ O    |                                                                                 |
| Kargaburan                     | Turquie                     | Mediterranean Sea (GRI 7990)                                       | 40° 58′ 20,51″ N, 27° 52′ 01,89″ E    |                                                                                 |
| Kwang Ju                       | Corée du Sud                | East Asia (GRI 9930)                                               | 35° 02′ 23,69″ N, 126° 32′ 27,2″ E    |                                                                                 |
| Lampedusa                      | Italie                      | Mediterranean Sea (GRI 7990)                                       | 35° 31′ 22,11″ N, 12° 31′ 31,06″ E    | Arrêté                                                                          |
| Las Cruces, New Mexico         | États-Unis                  | South Central U.S. (GRI 9610)                                      | 32° 04′ 18,1″ N, 106° 52′ 04,32″ O    |                                                                                 |
| Lessay                         | France                      | Lessay (GRI 6731) / Sylt (GRI 7499)                                | 49° 08′ 55,27″ N, 1° 30′ 17,03″ O     | Pylône déposé en janvier 2018                                                   |
| Loop Head                      | Irlande                     | Lessay (GRI 6731) / Ejde (GRI 9007)                                |                                       | Projet annulé, émetteur installée à Rugby (UK)                                  |
| Malone, Florida                | États-Unis                  | Great Lakes (GRI 8970) / Southeast U.S. (GRI 7980)                 | 30° 59′ 38,87″ N, 85° 10′ 08,71″ O    |                                                                                 |
| Minamitorishima                | Japon                       | North West Pacific (GRI 8930)                                      | 24° 17′ 08,79″ N, 153° 58′ 52,2″ E    | Utilisé jusqu'en 1985, 411,48 mètres                                            |
| Nantucket                      | Canada                      | Canadian East Coast (GRI 5930) / Northeast U.S. (GRI 9960)         | 41° 15′ 12,42″ N, 69° 58′ 38,73″ O    |                                                                                 |
| Narrow Cape, Alaska            | États-Unis                  | North Pacific (GRI 9990) / Gulf of Alaska (GRI 7960)               | 57° 26′ 20,5″ N, 152° 22′ 10,2″ O     |                                                                                 |
| Niijima                        | Japon                       | North West Pacific (GRI 8930) / East Asia (GRI 9930)               | 34° 24′ 12,06″ N, 139° 16′ 19,4″ E    |                                                                                 |
| Patpur                         | Inde                        | Calcutta (GRI 5543)                                                | 20° 26′ 50,627″ N, 85° 49′ 38,67″ E   |                                                                                 |
| Pohang                         | Corée du Sud                | North West Pacific (GRI 8930) / East Asia (GRI 9930)               | 36° 11′ 05,33″ N, 129° 20′ 27,4″ E    |                                                                                 |
| Port Clarence, Alaska          | États-Unis                  | Gulf of Alaska (GRI 7960)/North Pacific (GRI 9990)                 | 65° 14′ 40,372″ N, 166° 53′ 11,996″ O | 411,48 mètres                                                                   |
| Port Hardy                     | Canada                      | Canadian West Coast (GRI 5990)                                     | 50° 36′ 29,83″ N, 127° 21′ 28,48″ O   |                                                                                 |
| Rantum                         | Allemagne                   | Sylt (GRI 7499)/ Lessay (GRI 6731)                                 | 54° 48′ 29,94″ N, 8° 17′ 36,9″ E      |                                                                                 |
| Raymondville, Texas            | États-Unis                  | South Central U.S. (GRI 9610)/ Southeast U.S. (GRI 7980)           | 26° 31′ 55,17″ N, 97° 49′ 59,52″ O    |                                                                                 |
| Raoping                        | Chine                       | China South Sea (GRI 6780)/ China East Sea (GRI 8930)              | 23° 43′ 26,02″ N, 116° 53′ 44,7″ E    |                                                                                 |
| Rongcheng                      | Chine                       | China North Sea (GRI 7430)/ China East Sea (GRI 8930)              | 37° 03′ 51,765″ N, 122° 19′ 25,95″ E  |                                                                                 |
| Rugby                          | Royaume-Uni                 | Lessay (GRI 6731)                                                  | 52° 21′ 57,893″ N, 1° 11′ 27,39″ O    | Déplacée à Anthorn (UK)                                                         |
| Saint Paul, Alaska             | États-Unis                  | North Pacific (GRI 9990)                                           | 57° 09′ 12,35″ N, 170° 15′ 06,06″ O   |                                                                                 |
| Salwa                          | Arabie Saoudite             | Saudi Arabia North (GRI 8830)/Saudi Arabia South (GRI 7030)        | 24° 50′ 01,46″ N, 50° 34′ 12,54″ E    |                                                                                 |
| Searchlight, Nevada            | États-Unis                  | U.S. West Coast (GRI 9940)/South Central U.S. (GRI 9610)           | 35° 19′ 18,305″ N, 114° 48′ 16,88″ O  |                                                                                 |
| Sellia Marina                  | Italie                      | Mediterranean Sea (GRI 7990)                                       | 38° 52′ 20,72″ N, 16° 43′ 06,27″ E    |                                                                                 |
| Seneca, New York               | États-Unis                  | Great Lakes (GRI 8970)/Northeast U.S. (GRI 9960)                   | 42° 42′ 50,716″ N, 76° 49′ 33,3″ O    |                                                                                 |
| Shoal Cove, Alaska             | États-Unis                  | Canadian West Coast (GRI 5990)/Gulf of Alaska (GRI 7960)           | 55° 26′ 20,94″ N, 131° 15′ 19,09″ O   |                                                                                 |
| Soustons                       | France                      | Lessay (GRI 6731)                                                  | 43° 44′ 23,21″ N, 1° 22′ 49,63″ O     |                                                                                 |
| Tok, Alaska                    | États-Unis                  | Gulf of Alaska (GRI 7960)                                          | 63° 19′ 42,884″ N, 142° 48′ 31,34″ O  |                                                                                 |
| Tokachibuto                    | Japon                       | Eastern Russia Chayka (GRI 7950)/ North West Pacific (GRI 8930)    | 42° 44′ 37,2″ N, 143° 43′ 10,5″ E     |                                                                                 |
| Upolo Point, Hawaii            | États-Unis                  |                                                                    | 20° 14′ 51,12″ N, 155° 53′ 04,34″ O   | Démonté                                                                         |
| Værlandet                      | Norvège                     | Sylt (GRI 7499)/ Ejde (GRI 9007)                                   | 61° 17′ 49,49″ N, 4° 41′ 47,05″ E     |                                                                                 |
| Veraval                        | Inde                        | Bombay (GRI 6042)                                                  | 20° 57′ 09,316″ N, 70° 20′ 11,73″ E   |                                                                                 |
| Williams Lake                  | Canada                      | Canadian West Coast (GRI 5990)                                     | 51° 57′ 58,78″ N, 122° 22′ 01,55″ O   |                                                                                 |
| Xuancheng                      | Chine                       | China North Sea (GRI 7430)/ China East Sea (GRI 8930)              | 31° 04′ 08,3″ N, 118° 53′ 08,78″ E    |                                                                                 |
| Yap                            | États fédérés de Micronésie |                                                                    | 9° 32′ 44,76″ N, 138° 09′ 53,48″ E    | 304,8 mètresTombé en 1987, démonté                                              |

## La navigation avec le LORAN-C

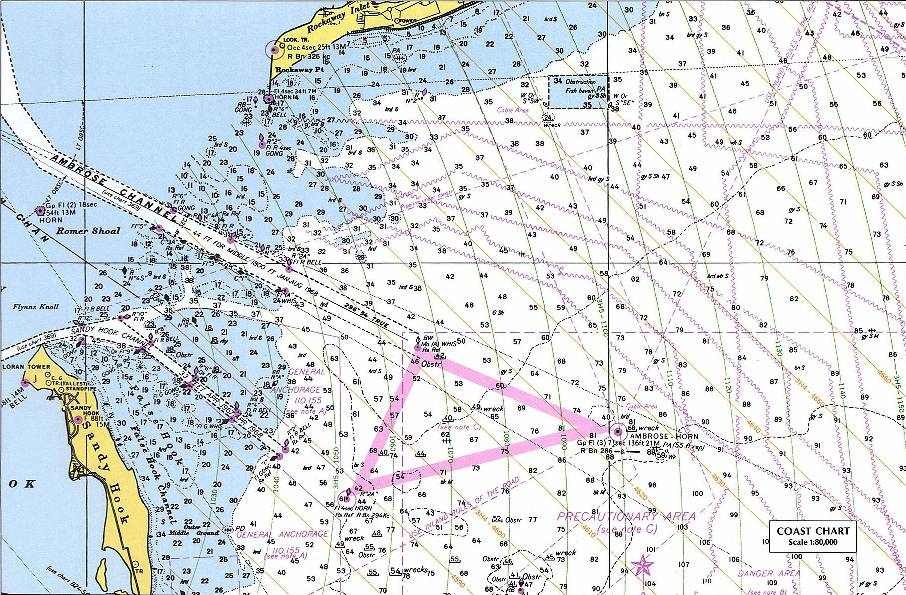
carte LORAN-C

Les anciens récepteurs LORAN-C affichent des différences de temps ("TD") qui doivent être reportées sur des cartes spéciales LORAN, superposant les hyperboles à la carte marine, l'interpolation entre les "chenaux LORAN" devant être faite par le navigateur.
Les récepteurs modernes affichent directement le point géographique, éventuellement automatiquement reporté sur un "navigateur" à cartographie électronique.
La précision du LORAN-C est très dépendante de la géométrie d'angle des stations et des effets de propagation. Deux phénomènes principaux dégradent la précision :
- les multitrajets entre onde directe et onde ionosphérique, en particulier la nuit ;
- les réflexions et réfractions du signal par les côtes, autour des îles ou dans les chenaux.

Ce dernier point ne permet pas d'utiliser le LORAN-C avec une précision garantie sur la terre, quoique sa couverture le permettrait.

## Avenir du LORAN
Avec le développement universel du GPS, le maintien du LORAN-C, moins précis et de couverture limitée, est périodiquement remis en cause par les gouvernements pour raison budgétaire. Ainsi, depuis que les stations de L'Estartit et Lampédusa sont démontées, le LORAN-C n'est plus disponible en Méditerranée. Les chaînes Loran-C des États-Unis et du Canada ont aussi été arrêtées en 2010.
Les Européens développent le système Galileo, mais jusqu'à son achèvement, le système LORAN-C Européen sera conservé en secours en cas de panne ou dégradation du GPS.
Un système amélioré appelé E-LORAN est en développement dans ce même but. E-LORAN répondra à un ensemble de normes à travers le monde et opérera en toute indépendance de GPS, GLONASS, Galileo, ou tout autre GNSS. E-LORAN sera utilisable dans toutes les régions où le service sera fourni. Les récepteurs E-LORAN doivent fonctionner automatiquement avec la participation minimale de l'utilisateur.